# Grønland på cykel!
Grønland på cykel! er en dokumentarfilm fra 1998 instrueret af Stig Hartkopf efter eget manuskript.

## Handling
Den cyklende livsjæger Stig Hartkopf har været ude med kameraet og denne gang besøgt Grønland på sin vej verden rundt. Han gengiver den menneskelige og dagligdags side af afsides liggende samfund på en nærværende og ægte måde med interviews og kameraets registrering. Filmene er humoristiske og giver præcise billeder af de besøgte steder i slutningen af det 20. århundrede.